# Suasjärvi (sjö, lat 68,48, long 23,47)
Suasjärvi är en sjö i Finland. Den ligger i kommunen Enontekis i landskapet Lappland, i den norra delen av landet, 900 km norr om huvudstaden Helsingfors. Suasjärvi ligger 353,5 meter över havet. Arean är 30,2 hektar och strandlinjen är 3,05 kilometer lång. Sjön  ingår i Kemi älvs huvudavrinningsområde.   Omgivningarna runt Suasjärvi är i huvudsak ett öppet busklandskap.